# Joaquín Galera
Joaquín Galera Magdaleno (Baúl, 25 maart 1940 – 14 april 2025) was een Spaans wielrenner.

## Levensloop en carrière
Galera was professioneel wielrenner van 1961 tot 1972. Hij was de oudere broer van Manuel Galera. In 1965 won Galera een etappe in de Ronde van Frankrijk.
Hij overleed op 85-jarige leeftijd.

## Palmares

### Overwinningen
1964
Subida a Arrate
3e etappe deel B Ronde van Frankrijk (ploegentijdrit)
1965
Eindklassement Ronde van de Mijnvalleien
16e etappe Ronde van Frankrijk
Subida al Naranco
1967
3e etappe Ronde van La Rioja
1e etaap deel A Escalada a Montjuïc
1969
2e etappe Ronde van het Baskenland
1970
5e etappe Ronde van Andalusië
Subida a Arrate

### Resultaten in voornaamste wedstrijden
| Jaar | Ronde van Italië | Ronde van Frankrijk | Ronde van Spanje |
| ---- | ---------------- | ------------------- | ---------------- |
| 1964 |                  | 17e                 |                  |
| 1965 |                  | 37e (1)             | 16e              |
| 1966 |                  | 15e                 |                  |
| 1967 |                  |                     | opgave           |
| 1968 | 15e              |                     |                  |
| 1969 |                  | 11e                 |                  |
| 1970 | opgave           |                     | 8e               |
| 1971 |                  |                     | 34e              |

(*) tussen haakjes aantal individuele etappeoverwinningen

## Ploegen
- 1961 –  Kas-Royal Asport
- 1962 –  Kas
- 1963 –  Kas-Kaskol
- 1964 –  Kas-Kaskol
- 1965 –  Kas-Kaskol
- 1966 –  Kas-Kaskol
- 1967 –  Kas-Kaskol
- 1968 –  Fagor-Fargas
- 1969 –  Fagor
- 1970 –  La Casera-Peña Bahamontes
- 1971 –  Karpy
- 1972 –  Karpy-Licor (tot midden februari)